# Congaree nationalpark
Congaree nationalpark ligger i Richland County i delstaten South Carolina i USA. Nationalparken grundades 2003, då den omvandlades från nationalmonument och blev då USA:s 57:e nationalpark.
Nationalparken skyddar det största kvarvarande området i Nordamerika av översvämmad skog med dess djur- och fågelliv.